# Слободан Ж. Марковић
Слободан Ж. Марковић (Горњи Мушић код Ваљева, 15. јул 1928 – Београд, 11. септембар 2015) историчар књижевности, редовни професор на Филолошком факултету Универзитета у Београду.

## Биографија
У завичају, Доњој Топлици је учио основну школу, а гимназију у Белој Цркви, где 1940 завршава први разред и у Панчеву у којем наставља школовање ратне 1941. године. Касније, током Другог светског рата живи највише у родном селу и у Ваљеву где повремено полаже појединачне гимназијске испите, а истовремено похађа кројачки занат и у Мионици добија диплому за квалификованог кројача. Године 1944. активно се укључује у Народноослободилачки покрет. Од 1945-1946. завршава V и VI разред Ваљевске гимназије. Коначно, дипломира у Београду 1948. године у Четвртој мешовитој београдској гимназији.
Од 1948. студирао је у групи за Југословенске језике и књижевност и дипломирао 1952. године на Филозофском факултету у Београду из области Југословенска књижевност. Слободан Ж. Марковић је радио у Вршцу као гимназијски професор, а потом је постављен за републичког школског инспектора. На Универзитет у Београду изабран је за професора1956. године. Прошао је сва универзитетска звања и редовни је професор Филолошког факултета за нове југословенске књижевности. Био је, поред осталога, продекан и декан Филолошког факултета у Београду и предавач на универзитетима у Гетингену (Немачка), Пекингу (Кина), у Београду, Нишу и Приштини. Од 1956. године на Филолошком факултету као редовни професор први пут покреће наставу из области Књижевност за децу. Прво у оквиру семинарских часова а од 1964. на редовним предавањима своју љубав према овој области претворио је у струку и генерације студената упућивао на активан рад у овој области. У октобру 1963. одбранио је докторат из књижевних наука - Живот и књижевно дело Јована Поповића : 1905-1952.
Један је од оснивача и дугогодишњи директор Међународног славистичког центра Србије. Био је више година председник Друштво за српски језик и књижевност Србије и Савеза славистичких друштава Југославије, главни и одговорни уредник часописа „Књижевност и језик“, председник Управног одбора Змајевих дечјих игара и вишегодишњи главни уредник часописа „Детињство“, члан Председништва Међународног комитета слависта, потпредседник и председник УНЕСКО асоцијације радника на књизи за децу и стални научни саветник, један од оснивача и члан Извршног одбора Вукове задужбине, један је од оснивача и десетогодишњи председник Управног одбора Задужбине „Десанке Максимовић“ и председник Културно просветне заједнице Србије.

## Научни и књижевни рад
Научни рад професора др Слободана Ж. Марковића посвећен је историји нових југословенских књижевности, њиховој међусобној повезаности и везама са светском књижевношћу, као и књижевности за децу. Објављивао је стручне и научне радове из следећих области: Из школске праксе наставе српског језика и књижевности; о појединим писцима и књижевним раздобљима о којима пише критике и приказе књижевних дела; истраживачки рад и студије о писцима и књижевним проблемима у српској и другим, словенским књижевностима, посебно о вези српске књижевности са другим литературама. Објавио је око 600 књижевних студија и расправа у периодичним публикацијама и зборницима на српском, немачком, руском, енглеском, француском и мађарском језику. као и књиге — „Записи о књижевности за децу“ I, II, III и IV (више издања), „Књижевни покрети и токови између два светска рата“, монографије „Лаза Лазаревић“, „Милан Ракић“, „Бранко Ћопић“, „Исидора Секулић“, „Јован Поповић — живот и књижевно дело“, „Вук Караџић у књижевном трајању“, „Књижевно стваралаштво Десанке Максимовић“, „Трагање за идеалима“ и „Појаве, ствараоци и дела у македонској књижевности“; Надалеко су чувене његове антологије: „Антологија српске приче за децу“, „Антологија српских поема за децу“ „Ко је бољи јунак“, „Ђаку прваку“, „Златна књига“; студије — „Књижевне појаве између два светска рата“, „Континуитети и вредности“ и путопис „Професор у Пекинг — професор из Пекинга“.
Марковићеви радови су превођени на све јужнословенске језике, као и на немачки, енглески, француски, румунски, мађарски, чешки и руски језик. Такође, запаженим саопштењима и рефератима учествовао је на више конгреса и стручних скупова у земљи и свету.

## Награде и признања
За свој рад добио је више признања, међу осталима и „Вукову награду“, Медаљу Хумболтовог универзитета, медаљу „Ханс Кристијан Андерсен“, немачки орден Велики крст I реда за заслуге у међународној сарадњи. Одликован је 1988. године „Орденом заслуга за народ са златном звездом“ Социјалистичке Федеративне Републике Југославије.

## Дела
- „Записи о књижевности за децу“ I, 1984.
- „Записи о књижевности за децу“ II, 1984.
- „Записи о књижевности за децу“ III, 1984.
- „Записи о књижевности за децу“ IV, 1984.
- „Књижевни покрети и токови између два светска рата“, 1970.
- „Професор у Пекинг — професор из Пекинга“, 1992.
- „Књижевне појаве између два светска рата“, 1982.
- „Континуитети и вредности : студије о новој српској књижевности“, 1990.
- „Ђаку прваку“, 1994.
- „Златна књига : антологија књижевног стваралаштва за младе“, 1996.
- "Сто година друштва за српски језик и књижевност", 2011.

Монографије:
- „Лаза Лазаревић“, 1962.
- „Милан Ракић“, 1962.
- „Бранко Ћопић“, 1966.
- „Исидора Секулић“, 1968.
- „Јован Поповић — живот и књижевно дело“, 1969.
- „Вук Караџић у књижевном трајању“, 1987.
- „Књижевно стваралаштво Десанке Максимовић“, 1998.
- „Трагање за идеалима“, 2006.
- „Појаве, ствараоци и дела у македонској књижевности“, 2007.

## Библиотеке
Слободан Ж. Марковић је поклонио библиотекама Колубарског округа преко 9 000 књига. То су библиотеке из три општине које сматра својим завичајем: Матичној библиотеци „Љубомир Ненадовић“ Ваљево, Библиотеци „Милован Глишић“ Мионица и Градској библиотеци у Љигу . Поклонио је Градској библиотеци Љиг преко 5 000 наслова књига. Захваљујући том поклону при Градској библиотеци Љиг је 30. априла 2012. године отворена Дечја библиотека која носи назив свог дародавца Слободана Ж. Марковића. Простор се налази у центру вароши који је обезбедила општинска управа Љиг. Дечја библиотека „Слободан Ж. Марковић“ је осмишљена за најмлађе читаоце, али и оне који се баве научним радом

## Галерија

### Детињство
- Слободан Ж. Марковић први слева са ђацима из Горњег Мушића (1942)
- Слободан Ж. Марковић као ђак, из личне архиве
- Слободан Ж. Марковић као гимназијалац

### Из личне архиве
- Са оцем Живорадом у шљивику (1989)
- Слободан Ж. Марковић у Народној библиотеци Србије, 1996. године
- Слободан Ж. Марковић, из личне архиве 1
- Слободан Ж. Марковић, из личне архиве 2
- Потписивање споразума о поклону преко 5 000 књига Градској библиотеци у Љигу

### С јавним личностима
- Са Десанком Максимовић (1975)
- Са Десанком Максимовић на отварању нове зграде Библиотеке града Београда (октобар, 1986)
- Уручење награде "Десанка Максимовић" Стевану Раичковићу у Бранковини 1995. године